# Gesundheit (Zeitschrift)
Gesundheit. Zeitschrift für öffentliche und private Hygiene war eine Zeitschrift von 1875 bis 1918.

## Geschichte
1875 gründete Carl Reclam, der Professor für Hygiene und Gerichtsmedizin in Leipzig war, diese Zeitschrift. Sie sollte Informationen zur Verbesserung der hygienischen Bedingungen in den Städten und der Umwelt und über sinnvolle Maßnahmen zur Verbesserung der Gesundheit im alltäglichen Leben geben. Offizieller Herausgeber war der Internationale Verein gegen Verunreinigung der Flüsse, des Bodens und der Luft.
Nach dem Tod des Gründers übernahm 1887 Dr. Josef Ruff, der Arzt in Strassburg und dann Karlsbad war, die Leitung der Zeitschrift. 1918 wurde ihr Erscheinen mit dem 43. Jahrgang eingestellt.

## Erscheinungsorte
- 1875–1879 Elberfeld, Loll
- 1880–1891 Frankfurt am Main, Daube
- 1894–1895 Leipzig, Böhm
- 1896 Halle, Leineweber
- ca. 1897–1918 Leipzig, Leineweber

## Artikel
Einige Artikel als Beispiele für den Inhalt der Zeitschrift
3.1877–1878
- Pflanzen, ihre natürliche Farbe zu erhalten
- Gefängnisskost in England
- Gesellschaft für Gesundheitspflege in Australien
- Schutz gegen Milch-Epidemie,  von Turner
- Die Sterblichkeit der Stadt Buda-Pesth
- Strohwische als Blitzableiter
- Nahrungswerth des Rindfleisches
- Wasserversorgung für Manchester
- Gesetzentwurf über den Verkehr mit Nahrungsmitteln
- Gesundheitslehre für Gebildete aller Stände
- Gutachten über Schädlichkeit von Tonnenräumen, von Carl Reclam
- Säuren des Bieres
- Kalkutta der Cholera-Herd

21.1895–1896
- Sollen Frauen radeln?, von Elsbeth Meyer-Förster